# Hipster
Hipster er en betegnelse for en person, der ikke ønsker at være ligesom alle andre, og skiller sig ud på grund af sin tøj- og eventuelt livsstil. Denne definition problematiseres dog af at der er så mange hipstere, at man ikke skiller sig ud fra alle de andre hipstere. En hipster lader sig ikke påvirke af gængse modenormer, med undtagelse af dem der gør sig gældende for hipstertøj. Personer der karakteriseres som hipstere, hører ofte undergrundsmusik og iklæder sig tøj, der afviger fra normalen, eksempelvis tøj der virker gammeldags og ikke passer sammen, og som ofte er købt brugt. Hipster-kulturen er især populær blandt unge med en ironisk distance til det ordinære modebillede.

## Oprindelse
Udtrykket stammer fra amerikansk-engelsk slang fra 1940'erne, hvor det oprindeligt var betegnelsen for en trendy person, der kunne lide jazz-musik.
I 1950'erne blev udtrykket blandt andet brugt af den amerikanske romanforfatter Jack Kerouac, om en person der var hip, som man primært sagde om beatgenerationen. Begrebet blev delvist erstattet af hippie i 1960'erne, men genopstod fra midten af 1990'erne som betegnelse for trendsættere og tilhængere af "hippe" subkulturer, som retromode, uafhængige film og musik, alternative tegneserier og andre ungdommelige populærkultur.